# مقاطعة ميامي (سمنان)
مقاطعة ميامي (بالفارسية: شهرستان میامی) هي إحدى مقاطعات محافظة سمنان في إيران. كان عدد سكان المقاطعة سنة 2006 حوالي 36,824 نسمة.